# اتحاد مدغشقر لكرة القدم
تأسس اتحاد مدغشقر لكرة القدم في عام 1961م وانضم إلى الإتحاد الدولي لكرة القدم في 1962م وإنضم إلى الاتحاد الأفريقي لكرة القدم في 1963م.